# Народная газета (Российская империя)
«Наро́дная газе́та» — газета, издававшаяся в Санкт-Петербурге с 1863 по 1869 год.

## История
«Народная газета» с 1863 года выходила в Санкт-Петербурге, с 1 апреля 1868 года — в Москве. Первоначально выпускалась еженедельно, затем — 2 раза в неделю.
Издатель-редактор — И. Н. Кушнерёв.
«Народная газета» была рассчитана на образованных читателей из числа землевладельцев, фабрикантов, священников, учителей. Газета пропагандировала официальную точку зрения на все важнейшие вопросы современности.
Публиковались правительственные распоряжения, политические и торговые известия, хроника. В качестве приложений печатались портреты представителей императорской фамилии.
Газета проповедовала идею единства интересов всех классов общества. Помещая сведения о ходе погашения выкупных платежей, охотно сообщает о случаях «жертв помещиков в пользу временнообязанных крестьян». Случаи несогласий крестьян на условия уставных грамот изображались в газете как следствие «бестолковой и неразумной жадности» крестьян, неспособных оценить «щедрость» просвещенных помещиков.
Немалое место «Народная газета» уделяла проповеди семейных добродетелей, трудолюбия, бережливости и грамотности, недостаток которых объявляется газетой единственным источником бедности «поселян». В газете помещались также «крестьянские» повести, очерки о «тяжелой и полезной» деятельности полиции.